# Dorcadion moreanum
Dorcadion moreanum är en skalbaggsart som beskrevs av Maurice Pic 1907. Dorcadion moreanum ingår i släktet Dorcadion och familjen långhorningar. Inga underarter finns listade i Catalogue of Life.